# Виграненко Ростислав
Ростислав Виграненко (пол. Rościsław Wygranienko, *1978, Сімферополь) — польський органіст українського походження. Закінчив Республіканський Ліцей при Білоруській Академії музики у Мінську як піаніст, органіст та музиколог (диплом із відзнакою). Під час перебування у Білорусі був стипендіатом фонду «Нові імена», Міністерства культури, а також Президентського Фонду за видатні досягнення у мистецтві.
У 1998—2003 рр. як стипендіат польського Уряду, Фонду ім'я Стефана Баторія та Європейського Open Society Institute у Будапешті (фонд Дж. Сороса), навчався у Музичній Академії ім'я Ф. Шопена у Варшаві, у класі органу проф. Йоахіма Ґрубіха (диплом магістра мистецтв з відзнакою та найвищею оцінкою).
Систематично концертує, у тому числі на багатьох міжнародних фестивалях, у містах Польщі, Німеччини, України, Італії, Білорусі, Словаччини, Швейцарії, Хорватії, Бельгії та Чехії, виступаючи також із відомими солістами, оркестрами та ансамблями. 
Брав участь у багатьох органних курсах та майстер-класах, якими керували Йоганнес Ґефферт, Едґар Крапп, Юн Лауквік, Бернгард Хаас, Мартин Хазельбек, Кристофер Стембрідж, Марек Топоровський, Юзеф Серафін, Юліан Ґембальський, Олив'є Латрі та ін.
Має декілька компакт-дисків із польською музикою, наукові праці у галузі історії музики та музичного виконавства, історії клавішних інструментів, багато записів на TV і радіо (у Польщі, Україні, Швейцарії, Білорусі та Ватикані).
Ростислав Виграненко — лауреат декількох міжнародних органних конкурсів:
- 1997 р., Перший Міжнародний конкурс органістів у Варшаві, Польща (диплом та спеціальна премія);
- 2001 р., XIII Міжнародний конкурс органістів у Ґданську–Румії, Польща (Третя премія);
- 2002 р., XIV Міжнародний конкурс органістів у Ґданську–Румії (Перша премія, а також Нагорода президента міста Ґданська);
- 2003 р., II Міжнародний Органний конкурс у Сен-Моріс, Швейцарія (Перша премія та «Prix de l'Etat du Valais»);
- 2005 г., III Міжнародний Органний конкурс ім. Фелікса Нововєйського (поль.) у Познані, Польща (Перша премія, а також Нагорода за найкраще виконання органної симфонії Ф. Нововєйського).

Член журі органних конкурсів (XIX Органний Конверсаторіум в м. Легниця (Польща, 2004), V Міжнародний Органний конкурс у Сен-Моріс, (Швейцарія, 2009).